# Kockás torpedósügér
A kockás torpedósügér, más néven Marlier torpedósügére (Julidochromis marlieri) a bölcsőszájúhal-félék családjába tartozó, a Tanganyika-tóban élő endemikus halfaj.

## Megjelenése
Alapszíne barna, világosbarna díszítéssel, amely kockás mintázatot formál (innen származik magyar neve is). Hengeres testalkata van, mely lehetővé teszi számára, hogy a tó sziklás-köves zónáiban tartózkodjon. A nemek közötti egyetlen szabad szemmel látható ivari különbség a hal mérete, az ikrások ugyanis kisebbek a tejeseknél. A tejesek átlagos hosszúsága 11 cm.

## Szaporodása
A kockás torpedósügér ikrarakó halfaj, az ikrákat az ikrás a szájában költi ki. A pár íváskor egy sziklamélyedésbe rejtőzik és csak az ikrák kiköltése után hagyják el menedékhelyüket, de később is szigorúan őrzik ivadékaikat. Akváriumi körülmények között tenyésztése könnyű, viszont az ikrázáshoz búvóhelyre van szüksége.

## Akváriumi tartása
Tartása viszonylag könnyű, más halfajokkal békés, saját fajtársaival viszont marakodik.
Tartásához sziklás-köves dekorációra van szükség. Jól szűrt és oxigéndús vízben érzi jól magát, melynek átlaghőmérséklete 25-26 C. Hetente egyszer tanácsos az akvárium vízének cserélése.